# Štefan Harabin

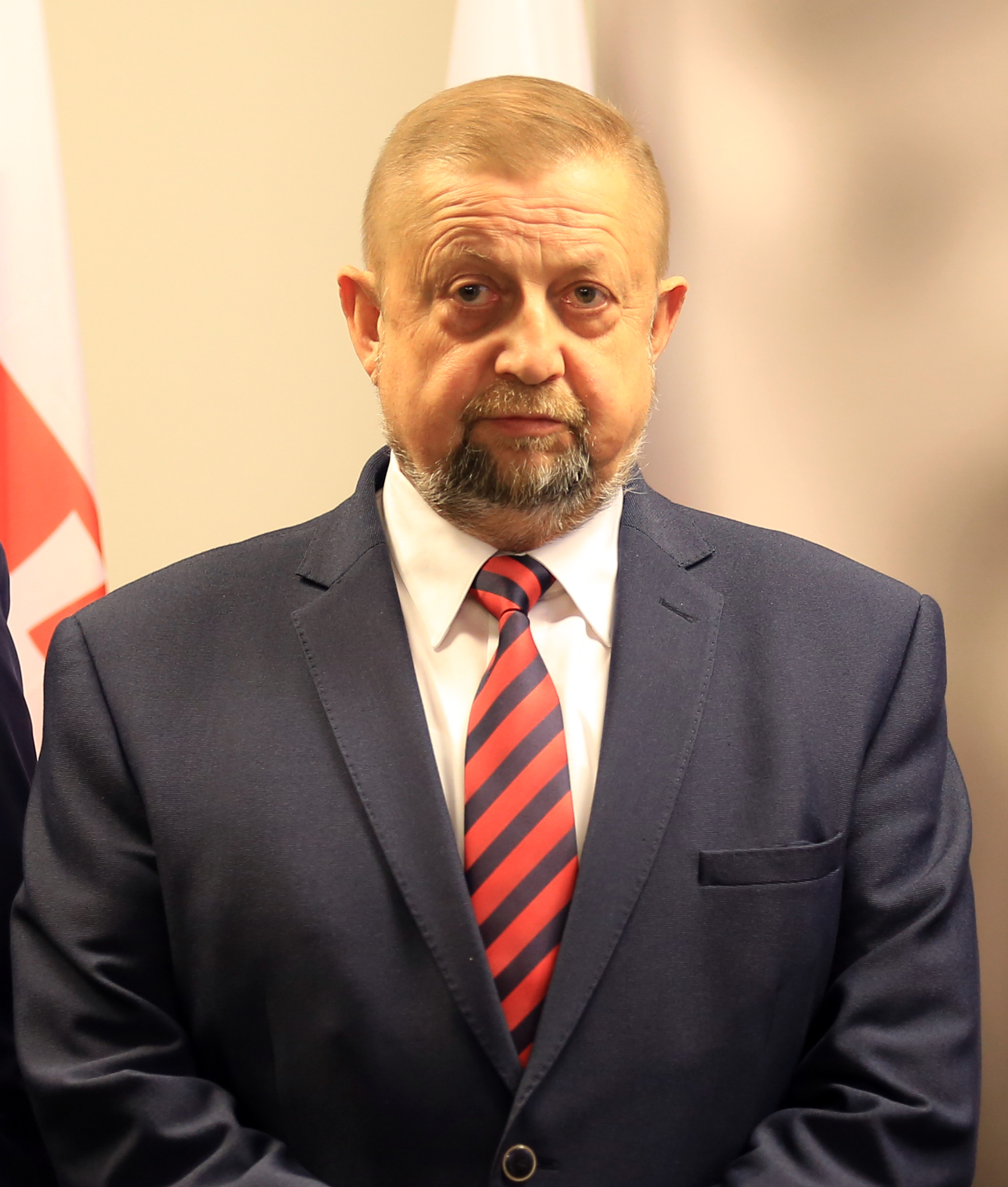
Štefan Harabin (2019)

Štefan Harabin (* 4. Mai 1957 in Ľubica) ist ein slowakischer Politiker und Richter.
Harabin absolvierte ein Jurastudium an der Pavol-Jozef-Šafárik-Universität in Košice. Ab 1980 war er als Richter tätig. Bis zur Samtenen Revolution war er Mitglied der Kommunistischen Partei der Tschechoslowakei. 1991 wurde er zum Richter am Obersten Gerichtshof der Slowakei gewählt. Von 1998 bis 2003 war Harabin Präsident des Obersten Gerichtshofs, ab 2001 zusätzlich Präsident des Justizrats der Slowakei.
Von 2006 bis 2009 war er auf Vorschlag der ĽS-HZDS stellvertretender Ministerpräsident und Justizminister in der Regierung Robert Fico I. Von 2009 bis 2014 war er erneut Präsident des Obersten Gerichtshofes.
Harabin trat am 16. März 2019 als Kandidat rechtsgerichteter Kräfte in der ersten Runde der Präsidentschaftswahl an, erhielt 307.823 (14,34 %) der abgegebenen Stimmen und kam nicht in die Stichwahl. Er kandidierte als Parteiloser, wurde aber von den außerparlamentarischen Kleinparteien KDŽP und Národná koalícia unterstützt. In seinem Wahlprogramm trat er für den „Schutz der traditionellen slowakischen Kultur auf Grundlage des Christentums und der Familie, die aus einem Mann–Vater und einer Frau–Mutter besteht“ sowie gegen „Genderideologie“ ein. Er behauptete, muslimische Immigranten würden in Deutschland und Frankreich europäische Frauen töten und vergewaltigen. Zudem wandte er sich gegen die NATO, EU-Institutionen und Homosexuelle. Der sicherheitspolitischen NGO Globsec zufolge war Harabin der Kandidat, der am meisten Unterstützung von „kremlnahen Desinformationskanälen“ auf Facebook erhielt. 
Peter Bardy, Chefredakteur von Aktuality.sk, nannte ihn einen Kandidaten des „konspirativen Webs“ und „oberste[n] Richter, der sich in einen prorussischen Troll verwandelt hat“.
Harabin gründete im Oktober 2019 die Partei Vlasť (Heimat). Diese erhielt bei der Nationalratswahl am 29. Februar 2020 2,9 % der Stimmen und zog nicht in den Nationalrat ein.
Harabin erhielt am 23. März 2024 in der ersten Runde der Präsidentschaftswahl 11,7 % der Stimmen und kam damit nicht in die Stichwahl.